# Karl von Nordeck zur Rabenau

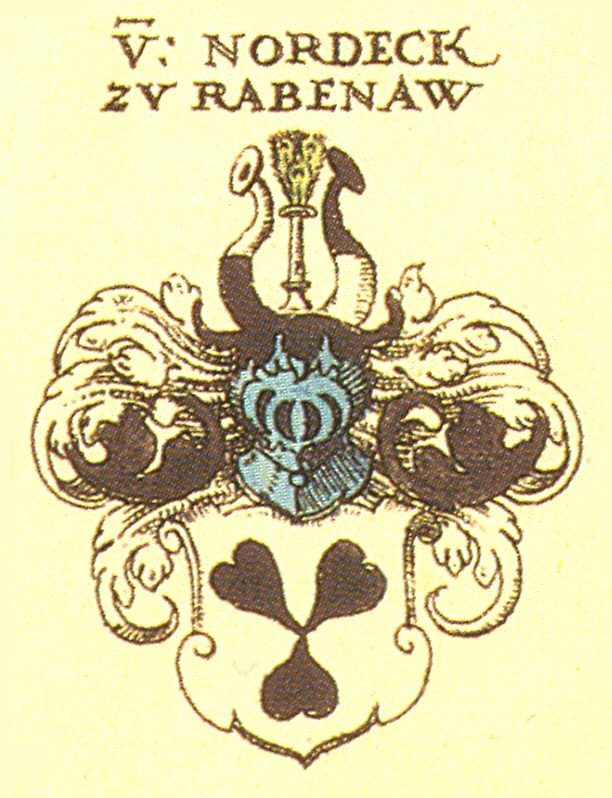
Wappen der Nordeck zur Rabenau aus Johann Siebmachers Wappenbuch

Karl Vollrath Friedrich Leopold Wilhelm Ludwig Ernst Freiherr von Nordeck zur Rabenau (* 1. April 1793 in Odenhausen; † 14. Dezember 1862 in Darmstadt) war ein deutscher Oberforstmeister, Politiker und Abgeordneter der 1. und 2. Kammer der Landstände des Großherzogtums Hessen.

## Leben
Karl von Nordeck zur Rabenau entstammte dem pfälzisch-hessischen Adelsgeschlecht Nordeck zur Rabenau und war ein Sohn des Carl Friedrich Wilhelm von Nordeck zur Rabenau (1750–1809) und dessen Ehefrau Charlotte von Günderrode (1761–1814).
Bevor er 1813 beim Oberforstkolleg in Darmstadt als Assessor eingestellt wurde, war er durch Landgraf Ludwig zum Forstjunker in Rabenau ernannt worden.
Er kam 1815 als Gehilfe zum Oberforstmeister Karl von Pretlack und wurde 1819 selbst zum Forstmeister ernannt. Bei der Oberforstdirektion Darmstadt stieg er 1831 zum Oberforstrat auf.
Vom 4. Dezember 1841 bis 1849 erhielt er vom grundherrlichen Adel ein Mandat für die zweite Kammer des Landtags des Großherzogtums Hessen.
1851 kam er am 27. Januar 1851 über eine Nachwahl als Abgeordneter der höchstbesteuerten Grundbesitzer in die erste Kammer des Landtags. Friedrich Breidenbach zu Breidenstein hatte sein Mandat nicht angenommen.
Am 12. März 1851 leistete Nordeck zur Rabenau seinen Abgeordneteneid.

## Ehrungen
- 1852 Geheimer Oberforstrat